# 大靖龙朝
大靖龙朝，是指1949年期间在山西乡宁县，由一贯道首领刘汉杰为首成立的一个秘密结社政权。

## 概述
1949年10月24日（农历九月初三日），反革命组织“晋南游击总队第三支队”支队长贺民权窜回乡宁，网罗一贯道道首刘汉杰组成反革命集团，化名“玉皇总系万教会”，吸收“普天道人”李永先为“护国军师”，定国号为“大靖龙朝”。密谋于农历九月初三日夜举行暴乱，企图攻打乡宁、吉县、蒲县、临汾、新绛等地。但因乡宁支前担架队全副武装由西北凯旋归来，慑于担架队的威力未敢蠢动，暴乱未遂。